# Galaxauraceae
Famille
La famille des Galaxauraceae est une famille d’algues rouges de l’ordre des Nemaliales.

## Liste des genres
Selon AlgaeBase (3 février 2019) :
- genre Actinotrichia Decaisne
- genre Alysium J.Agardh
- genre Brachycladia Sonder
- genre Dichotomaria Lamarck
- genre Galaxaura J.V.Lamouroux
- genre Halysium Kützing
- genre Holonema J.E.Areschoug
- genre Microthoe (Decaisne) Harvey
- genre Pseudoscinaia Setchell
- genre Spongotrichum Kützing
- genre Tricleocarpa Huisman & Borowitzka
- genre Zanardinia J.G.Agardh

Selon BioLib (3 février 2019) et ITIS (3 février 2019) :
- genre Actinotrichia Decne.
- genre Galaxaura J.V.Lamour.
- genre Gloiophloea J.Agardh
- genre Pseudogloiophloea Levring
- genre Pseudoscinaia Setch.
- genre Scinaia Biv.
- genre Whidbeyella Setch. & N.L.Gardner

Selon Catalogue of Life (3 février 2019) :
- genre Actinotrichia
- genre Galaxaura
- genre Hololnema
- genre Tricleocarpa

Selon World Register of Marine Species (3 février 2019) :
- genre Actinotrichia Decaisne, 1842
- genre Dichotomaria Lamarck, 1816
- genre Galaxaura J.V.Lamouroux, 1812
- genre Holonema J.E.Areschoug, 1855
- genre Tricleocarpa Huisman & Borowitzka, 1990

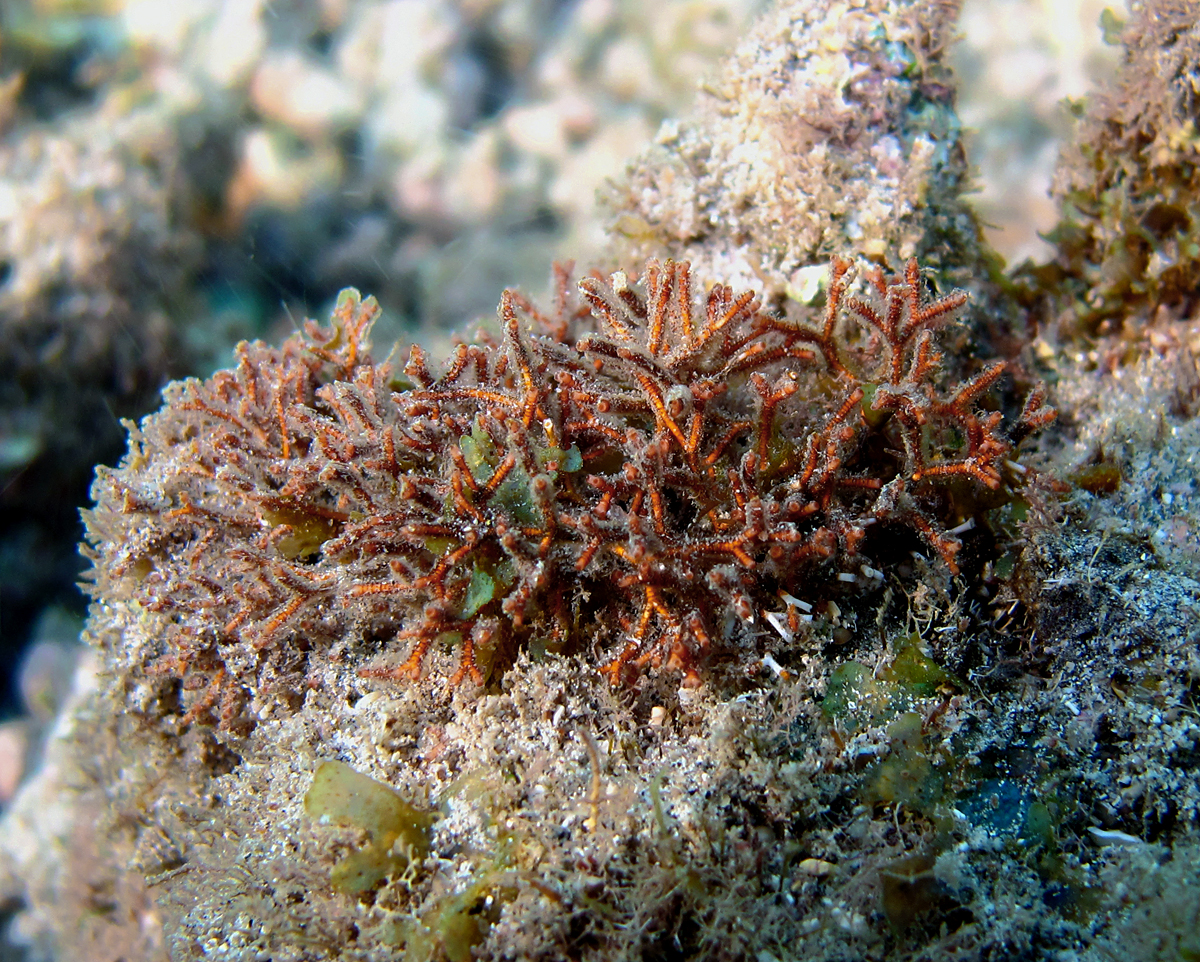
Actinotrichia fragilis, photographiée à La Réunion.
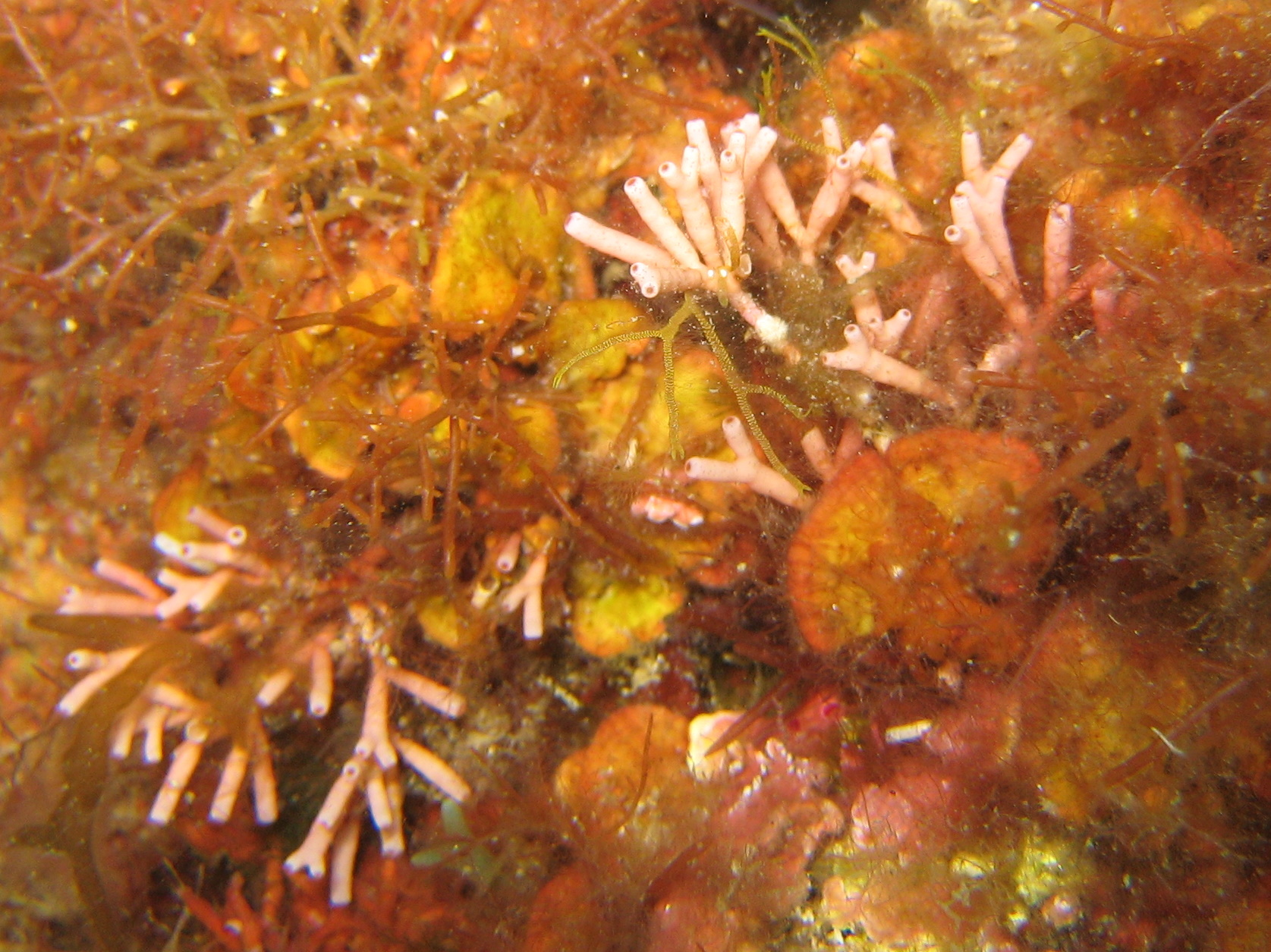
Tricleocarpa fragilis photographiée en Méditerranée près de Banyuls-sur-Mer.
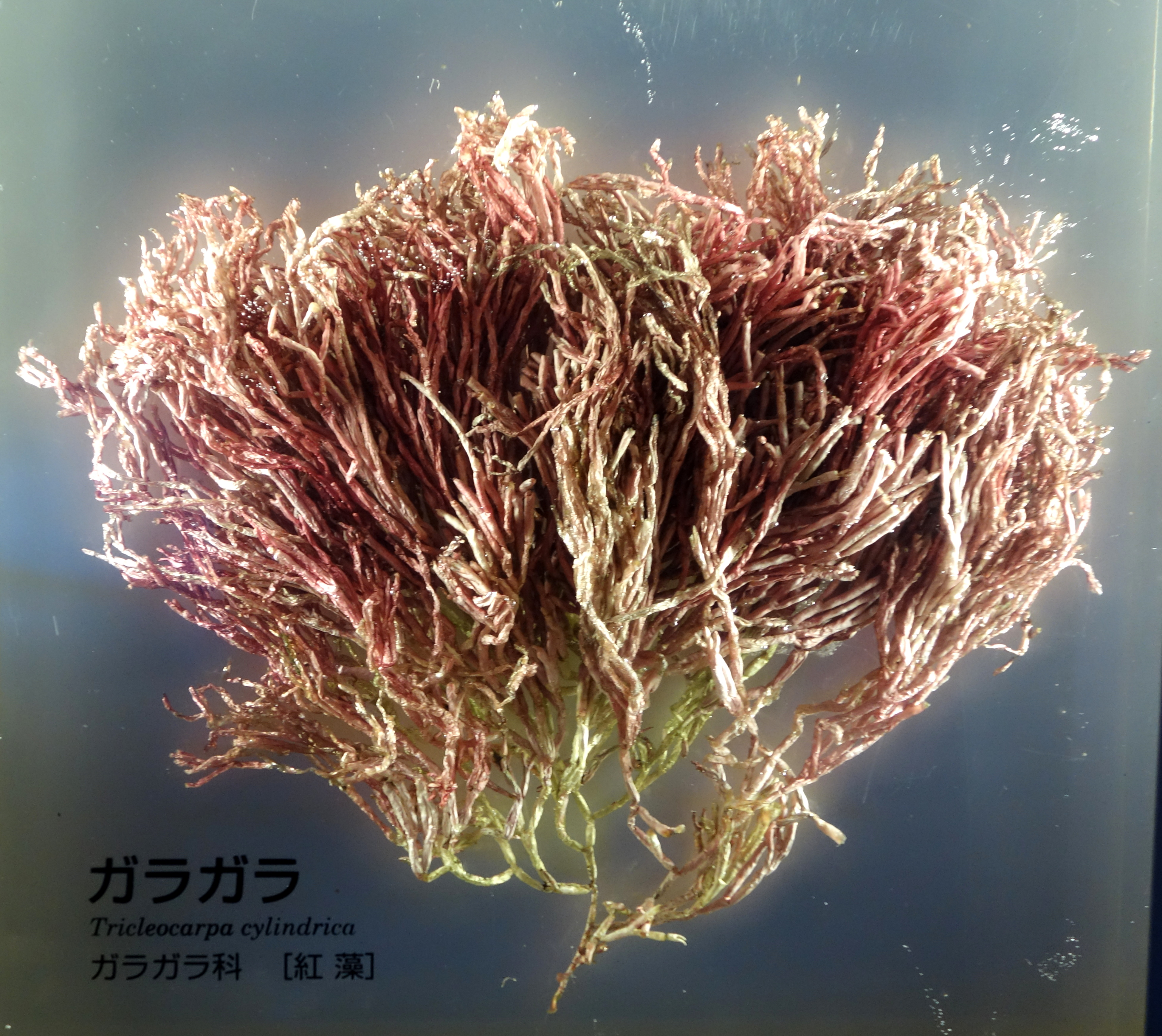
Tricleocarpa cylindrica photographiée au Musée national de la nature et des sciences de Tokyo.